# Sportschool

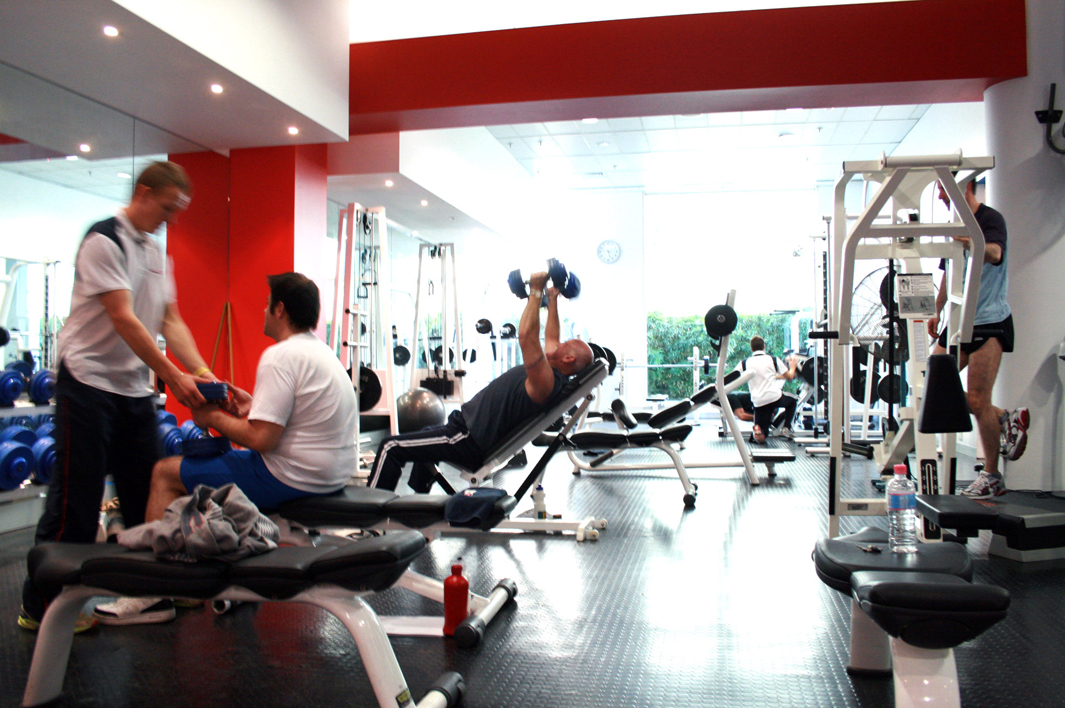
Een sportschool.

Sportschool is de benaming die in Nederland wordt gebruikt om een (privé-)centrum aan te duiden waar sporten beoefend kunnen worden. Dit kan zowel binnen als buiten zijn. Vaak wordt er gedacht aan binnen en dan met name aan krachtsport en bodybuilding, maar dit is maar een klein deel van het aanbod aan sportscholen. Vaak wordt een sportschool met een fitnesscenter verward. In een fitnesscenter wordt geen sport beoefend, maar fitness, zoals krachttraining, cardio en allerlei groepslessen die onder de fitness vallen.
Er zijn diverse soorten sportscholen waaronder sneeuwsportscholen waarin diverse vormen van sneeuwsport onderwezen kunnen worden. Ook tennisscholen, golfscholen, etc vallen onder de noemer sportscholen al worden ze eerder onder de naam van hun sport genoemd.

## Queer Gym
Queer gyms zijn sportscholen die zich specifiek richten op mensen uit de queer gemeenschap waaronder trans en non-binaire personen, aangezien zij zich in reguliere sportscholen vaak onveilig voelen. De eerste queer gym van Nederland, "Queer Gym", werd geopend in Rotterdam in januari 2021. In augustus 2022 opende in Amsterdam in de Dapperbuurt een queersportschool onder de naam "We Are Queer".

## Oost-Europa
In Oost-Europa is een sportschool een basis- en/of secundaire school waar het vak lichamelijke opvoeding en sport een groot deel van het lessenpakket inneemt. Dergelijke scholen werden op grote schaal opgezet in de Sovjet-Unie (Детско-Юношеская Спортивная Школа; Detsko-Joenosjeskaja Sportivnaja Sjkola of ДЮСШ; DJoeSSj) en het Oostblok (leeftijd: 8-14 jaar), waar met name de Kinder- en Jeugdsportscholen uit de DDR bekend waren. Een aantal kinderen stroomden door naar de Olympische Spelen. Op basis van het sovjetsysteem werden ook sportscholen in de Volksrepubliek China opgericht. Ook in het huidige Rusland zijn deze instellingen voor jeugdsport voortgezet.
In Vlaanderen worden dergelijke scholen doorgaans topsportschool genoemd, wat soms een misleidende term is, want niet alle sportscholen aldaar zijn topsportscholen.